# Катлапс, Улвис
У́лвис Ка́тлапс (латыш. Ulvis Katlaps; 20 марта 1968, Рига, Латвийская ССР — 20 августа 2013, Уокешо, Висконсин, США) — советский и латвийский хоккеист, защитник.

## Биография
Воспитанник латвийского хоккея. Начал играть в хоккей в 7 лет. Первый тренер — Элмар Баурис. В 1984 году дебютировал во всесоюзных соревнованиях во второй лиге в команде «Латвияс Берзс». С 1985 года в составе рижского «Динамо». Отыграл в команде шесть сезонов.
В 1992 году переехал на постоянное жительство в США и поступил на учёбу в университет штата Висконсин. Играл за хоккейную команду университета. В 1994 году в составе сборной Латвии принимал участие в чемпионате мира по хоккею в группе B.
После завершения спортивной карьеры торговал акциями и облигациями. Тренировал миллуокскую юниорскую хоккейную команду «Милуоки Джей Адмиралс».
Умер 20 августа 2013 года от рака. У Катлапса остались жена Келли и двое детей. 

## Статистика выступления в высшей лиге
| Легенда | Легенда                    | Легенда | Легенда                   | Легенда | Легенда    |
| ------- | -------------------------- | ------- | ------------------------- | ------- | ---------- |
| И       | Количество проведённых игр | Штр     | Штрафное время            | +/−     | Плюс-минус |
| Г       | Голы                       | П       | Голевые передачи          | О       | Очки       |
| -       | Статистика неизвестна      | —       | Статистика не учитывалась |         |            |

| Сезон                    | Команда                  | И   | Г | П  | О  | Штр |
| ------------------------ | ------------------------ | --- | - | -- | -- | --- |
| 1985/86                  | «Динамо» (Рига)          | 19  | 1 | 0  | 1  | 8   |
| 1986/87                  | «Динамо» (Рига)          | 37  | 0 | 0  | 0  | 4   |
| 1987/88                  | «Динамо» (Рига)          | 48  | 2 | 2  | 4  | 12  |
| 1988/89                  | «Динамо» (Рига)          | 32  | 1 | 2  | 3  | 14  |
| 1989/90                  | «Динамо» (Рига)          | 44  | 5 | 4  | 9  | 12  |
| 1990/91                  | «Динамо» (Рига)          | 28  | 0 | 2  | 2  | 4   |
| Всего в чемпионатах СССР | Всего в чемпионатах СССР | 208 | 9 | 10 | 19 | 54  |

## Достижения
- Серебряный призёр чемпионата СССР 1988 года[10].
- В составе молодёжной сборной СССР серебряный призёр чемпионата мира 1988 года.